# Коломийцы (Покровский район)
Коломийцы (укр. Коломійці) — село,
Александровский сельский совет,
Код КОАТУУ — 1224280511. Население по переписи 2001 года составляло 861 человек .

## Географическое положение
Село Коломийцы находится на правом берегу реки Волчья,
выше по течению на расстоянии в 6 км расположено село Орестополь,
ниже по течению на расстоянии в 2,5 км расположено село Ягодное,
на противоположном берегу — село Тихое.
По селу протекает пересыхающий ручей с запрудой.
К селу примыкает лесной массив (сосна, дуб).

## История
- 1845 — дата основания.

## Экономика
- «Обрий», агрофирма, ООО.

## Объекты социальной сферы
- Школа.
- Детский сад.
- Амбулатория.
- Дом культуры.

## Известные люди
- Голуб Иван Платонович (1920—1944) — советский офицер, танкист в годы Великой Отечественной войны, Герой Советского Союза (1944, посмертно).
- Мищенко, Григорий Антонович (25.04.1922, Коломийцы (Покровский район) — 28.10.1991) — кавалер ордена Славы трёх степеней[2]
- Щербина Василий Илларионович (1913—1994) — Герой Советского Союза, родился в селе Коломийцы.